# Manoir d'Épaville
Le manoir d'Épaville est un manoir situé dans la commune française de Montivilliers dans la Seine-Maritime, en Normandie.

## Historique
Le logis et le colombier, ainsi que l'emprise foncière du clos-masure, y compris le talus planté sont inscrits au titre des monuments historiques par arrêté du 17 décembre 1992.
Situé dans un petit hameau au nord-ouest de la ville, il fait l'objet d'une peinture de Raimond Louis Lecourt, peintre né au Havre en 1882.